# Cryptasterorbis
Cryptasterorbis es un género de foraminífero bentónico considerado un sinónimo posterior de Asterorbis de la subfamilia Pseudorbitellinae, de la familia Pseudorbitoididae, de la superfamilia Rotalioidea, del suborden Rotaliina y del orden Rotaliida. Su especie tipo es Asterorbis? cubensis. Su rango cronoestratigráfico abarca el Maastrichtiense (Cretácico superior).

## Discusión
Cryptasterorbis fue propuesto como un subgénero de Lepidorbitoides, es decir, Lepidorbitoides (Cryptasterorbis).

## Clasificación
Cryptasterorbis incluía a la siguiente especie:
- Cryptasterorbis cubensis †, aceptada como Asterorbis cubensis